# Bloc des réfugiés
Le Bloc pan-allemand/Fédérations des réfugiés et des expulsés (en allemand : Gesamtdeutscher Block/Bund der Heimatvertriebenen und Entrechteten, GB/BHE) est un parti politique allemand d'extrême droite, national-conservateur, nationaliste et irrédentiste. Il a existé entre 1951 et 1961, se présentant sous la forme d'un parti ethnique défendant les intérêts des déplacés, expulsés, réfugiés et rapatriés allemands.
Il a eu un rôle politique notable pendant une législature au niveau fédéral, parfois jusqu'à trois législatures successives dans certains Länder. Bien que très marqué à droite, il a fait partie de coalitions gouvernementales régionales et municipales tant avec la CDU qu'avec le SPD ou d'autres, ce qui ne constitue pas un cas isolé de la part de partis ethniques, dont l'objectif est d'influencer la politique gouvernementale en faveur de la minorité qu'ils représentent, au-delà des clivages idéologiques.

## Chronologie
- 8 janvier 1950 : création officielle au Schleswig-Holstein d'une section régionale (Landesverband) du « Block der Heimatvertriebenen und Entrechteten » (BHE)
- 27 janvier 1951 : création officielle au niveau fédéral du « Gesamtdeutscher Block / Bund der Heimatvertriebenen und Entrechteten » (GB/BHE)
- 15 avril 1961 : fusion entre le DP (Deutsche Partei) et le BHE sous la dénomination « Gesamtdeutsche Partei / Bund der Heimatvertriebenen und Entrechteten » (GDP/BHE, après 1966 GPD/BHE, après 1968 GPD)

## Onze ans de participation électorale

### Niveaux local et régional
Lors des élections régionales dans le Land de Schleswig-Holstein en 1950, ce parti, sous le nom de BHE, obtient ses 15 premiers élus, avec 23,4 % des suffrages (cela resta le meilleur score de son histoire), et entre dans la coalition gouvernementale régionale pendant deux mandats successifs, jusqu'en 1958. Au cours des années 1950, il entre dans les coalitions gouvernementales de quatre autres Länder avec l'Union chrétienne-démocrate d'Allemagne (CDU) et/ou avec le Parti social-démocrate d'Allemagne (SPD)  et/ou avec d'autres partis.
Au conseil municipal de Munich, il obtient deux sièges sur 60 en mars 1952, autant en 1956 et aucun en 1960. Au conseil municipal de Cologne, il ne réussit jamais à obtenir un seul siège, que ce soit en 1952 (1,8 %) ou en 1956 (1,8 %).

### Niveau fédéral
Avec ses 27 députés au Bundestag (5,9 %) lors des élections fédérales de 1953, il devient un partenaire de la coalition gouvernementale fédérale de droite dirigée par Konrad Adenauer.
Le 11 juillet 1955, sept de ses députés, dont le ministre fédéral Waldemar Kraft et l'ancien nazi et ministre fédéral des rapatriés (1953-60) Theodor Oberländer (1905-1998), rejoignent la CDU en cours de mandat. Ils y créent une structure autonome, la « Vertretung der Vertriebenen » (Représentation des expulsés). Le 23 juillet 1955, le reste du parti entre dans l'opposition, faisant perdre au gouvernement sa majorité des deux tiers.
Le Bloc des réfugiés disparaît du Bundestag lors des élections fédérales de 1957 faute d'avoir atteint, avec 4,6 %, la barre des 5 % au niveau fédéral (ou trois mandats de circonscription), puis disparaît de la scène politique fédérale. Il participe toutefois encore aux élections suivante sous l'étiquette GDP, GDP/BHE, GPD/BHE ou GPD avec d'anciens membres du Parti allemand (DP).
D'autres membres et organisations locales du BHE et du DP fondent le 28 novembre 1964, avec le Parti impérial allemand, le Parti national-démocrate d'Allemagne (NPD, extrême droite).

## Tentative de résurrection
Le 21 juin 1997 fut remis sur pied un parti du même type, le Parti des expulsés et des réfugiés (PHE), plus clairement marqué à l'extrême-droite et toujours aussi désireux de revenir aux frontières allemandes de 1937. Il n'a obtenu que des scores marginaux.

## Résultats électoraux
| Année | %   | Mandats  | Rang | Gouvernement                                    |
| ----- | --- | -------- | ---- | ----------------------------------------------- |
| 1953  | 5,9 | 27 / 509 | 4e   | Adenauer II (1953-1956), opposition (1956-1957) |
| 1957  | 4,6 | 0 / 519  | 4e   | Opposition                                      |

### Élections dans les Länder
| Année | BW  | BY   | BE  | HB   | HH | HE  | NI  | NW | RP | SA | SH   |
| ----- | --- | ---- | --- | ---- | -- | --- | --- | -- | -- | -- | ---- |
| 1950  |     | 12,2 | 2,2 |      | -  | -   |     | -  | -  | -  | 23,4 |
| 1951  | 5,6 | 12,2 | 2,2 | 14,9 | -  | -   |     | -  | -  | -  | 23,4 |
| 1952  | 5,6 | 12,2 | 2,2 | 14,9 | -  | -   | 6,3 | -  | -  | -  | 23,4 |
| 1953  | 5,6 | 12,2 | 2,2 | 14,9 | -  | -   | 6,3 | -  | -  | -  | 23,4 |
| 1954  | 5,6 | 10,2 | 2,6 | 14,9 | -  | 7,7 | 6,3 | -  | -  | -  | 14,0 |
| 1955  | 2,9 | 10,2 | 2,6 | 11,0 | -  | 7,7 | 6,3 | -  | -  | -  | 14,0 |
| 1956  | 2,9 | 10,2 | 2,6 | 11,0 | -  | 7,7 | 6,3 | -  | -  | -  | 14,0 |
| 1957  | 2,9 | 10,2 | 2,6 | 11,0 | -  | 7,7 | 6,3 | -  | -  | -  | 14,0 |
| 1958  | 2,9 | 8,7  | -   | 11,0 | -  | 7,4 | 6,3 | -  | -  | -  | 6,9  |
| 1959  | 1,9 | 8,7  | -   | 8,3  | -  | 7,4 | 6,3 | -  | -  | -  | 6,9  |
| 1960  | 1,9 | 8,7  | -   | 8,3  | -  | 7,4 | 6,6 | -  | -  | -  | 6,9  |

## Sources
- Holger Prüfert, Parteien und andere politische Gruppierungen, 1999-2001
- Lebendiges virtuelles Museum Online
- composition du Parlement allemand et résultats des élections
- élections municipales à Münich et à Cologne